# Мар'ївка (Раївська сільська громада)
Ма́р'ївка — село в Україні, у Синельниківському районі Дніпропетровської області. Входить до складу Раївської сільської громади. Населення за переписом 2001 року становить 37 осіб.

## Географія
Село Мар'ївка знаходиться на лівому березі річки Дніпро, вище за течією примикає село Василівка-на-Дніпрі, на протилежному березі — села Микільське-на-Дніпрі (Дніпровський район) та Військове (Дніпровський район).

## Історія
Станом на 1886 рік у селі Василівської волості Павлоградського повіту Катеринославської губернії мешкало 333 особи, налічувалось 70 дворів, існували 2 лавки.
До 2017 року орган місцевого самоврядування — Василівська сільська рада.
12 червня 2020 року, відповідно до розпорядження Кабінету Міністрів України № 709-р від «Про визначення адміністративних центрів та затвердження територій територіальних громад Дніпропетровської області», увійшло до складу Раївської сільської громади.
19 липня 2020 року, в результаті адміністративно-територіальної реформи та ліквідації   Синельниківського (1923—2020) району, село увійшло до складу новоутвореного Синельниківського району.